# Kunst im öffentlichen Raum in Hamburg-Rahlstedt
Diese Liste von Kunst im öffentlichen Raum in Hamburg-Rahlstedt enthält dauerhaft aufgestellte Kunstwerke auf dem Gebiet des Stadtteils Rahlstedt der Freien und Hansestadt Hamburg, die sich im öffentlichen Raum befinden und von anerkannten Künstlern und Künstlerinnen geschaffen wurden. Viele dieser Kunstwerke sind durch das Programm Kunst am Bau (und dessen Folgeprogramme) gefördert oder mit öffentlichen Geldern angekauft worden, dies ist aber keine Voraussetzung für die Aufnahme. Ebenso mögen einige dieser Kunstwerke als Kulturdenkmal geschützt sein, aber auch das ist keine Voraussetzung für die Aufnahme in diese Liste.
Bauschmuck ist im Normalfall im Artikel über das Bauwerk darzustellen, und gehört nicht in diese Liste. Streetart kann Aufnahme in die Liste finden, wenn es zu dem konkreten Kunstwerk eine ausführliche Rezeption in der Kunstwissenschaft gibt und ein enzyklopädischer Artikel über die Streetart-Künstler oder -Künstlerin existiert oder vorstellbar wäre. Denkmäler, die an eine Person oder ein Ereignis erinnern, können in die Liste aufgenommen werden, wenn sie ob ihrer zumeist plastischen Gestaltung als Kunstwerk gelten können. Bei reinen Gedenktafeln ist das normalerweise nicht der Fall.
Basis der Zusammenstellung sind Datensätze der Hamburger Kulturbehörde von 2012 und 2018, eine Veröffentlichung der SAGA GWG von 2008, und verschiedene Veröffentlichungen von Kunsthistorikern zum Thema. Eine abschließende Liste von Literatur kann es nicht geben, jedoch ist für jeden Eintrag in die Liste ein konkreter Verweis auf eine amtliche Liste oder anerkannte Sekundärliteratur erforderlich.
Gestohlene oder zerstörte Kunstwerke, die ehemals in Hamburg-Rahlstedt aufgestellt waren, sind in einer separaten Liste aufgeführt.

## Legende
- Lage: Nennt die nächstgelegene Straße und, wenn vorhanden und sinnvoll, das nächstgelegene Bauwerk (mit Hausnummer) oder das umgebende Gebiet (z. B. einen Park) und gibt nötigenfalls Hinweise zur genauen Lage. Darunter werden - wenn vorhanden - auch die Geo-Koordinaten und das Wikidata-Logo als Verweis auf das Wikidata-Objekt angegeben. Die Spalte ist nach der Adresse sortierbar.
- Künstler/in: Name des Künstlers oder der Künstlerin, die das Kunstwerk geschaffen haben, verlinkt mit dem Wikipedia-Artikel zur Person. Die Spalte ist nach dem Nachnamen sortierbar.
- Beschreibung: Kurzbeschreibung des Werks, immer zuerst: Werktitel (kursiv), dann möglichst Material, Stil, Größe, Dargestelltes, Art der Förderung
- Jahr: Jahr der Fertigstellung des Kunstwerkes, wenn unbekannt dann das Jahr der Aufstellung. Hier kann nur ein einziges Jahr angegeben werden, kein Zeitraum. Weitere zeitliche Details zur Schaffung des Kunstwerkes (von–bis) können in der Beschreibung angegeben werden.
- Quelle: Kulturbehörde, SAGA, Literatur, jeweils mit Fußnote. Diese Angabe ist für eine Aufnahme in die Liste verpflichtend.
- Bild: Bild des Kunstwerks, mit Link auf Commons-Kategorie wenn vorhanden

Hinweis: Die Grundsortierung der Liste erfolgt nach der Adresse. Die Liste ist alternativ nach Künstler, Werktitel, Datierung oder Quelle sortierbar.

## Liste
| Lage | Künstler                             | Beschreibung | Jahr      | Quelle                 | Bild |  |
| --- | ------------------------------------ | --- | --------- | ---------------------- | --- |  |
| Am Fleet Venbrook (Lage) | unbekannt                            | kein Titel Wandbild |           | rahlstedt.art          | weitere Bilder |  |
| Am Friedhof 14 Stadtteilschule Altrahlstedt, ex-VS Hüllenkamp, Innenhof zwischen Klassentrakt und Verwaltung (Lage)                                      | Maria Pirwitz                        | Drachensteigen KaB | 1965      | Kulturbehörde          | weitere Bilder |  |
| Am Hegen/Hegeneck 4 im hinteren Grünbereich (Lage) | Vilma Lehrmann-Amschler              | Bronzestruktur Vegetativ SAGA | 1968      | Kulturbehörde          | weitere Bilder |  |
| Am Knill 1b/Ecke Rahlstedter Stieg (Lage) | Georg Engst                          | Wegzeichen Stele (alternativer Werktitel „Sicherheitsschlüssel“), Ankauf durch SAGA | 1978      | Kulturbehörde          | weitere Bilder |  |
| Am Sooren 35–37 (Lage) | Rudolf Streithoff                    | Fisch | 1979      | Kunst@SH               | weitere Bilder |  |
| Anklamer Ring 56–58 Greifenberger Straße, Wohn.B. G. Neues Hamburg, nicht durch KK (Lage)                                                                | Gerhard Brandes                      | Ziehende Fische Brunnen mit 17 Wasserspeiern, KaB, SAGA | 1965      | Kulturbehörde          | weitere Bilder |  |
| Anny-Tollens-Weg ex-Jugendheim Rahlstedt, jetzt Park-Kita Altrahlstedt, Scharbeutzerstr. 27, Foyer (Lage)                                                | Fritz Fleer                          | Sportgruppe KaB | 1968      | Kulturbehörde          | weitere Bilder |  |
| Bargkoppelweg 76 (Lage) | Klaus-Peter May                      | mehrere Skulpturen vor der Werkstatt des Bildhauers stehen mehrere Skulpturen |           | rahlstedt.art          | weitere Bilder |  |
| Bei den Boltwiesen nahe Nr. 1, hinter Spielplatz neben Kita Koboldwiesen (Lage)                                                                          | Ulrich Rölfing                       | Lebensbaum Vermutlich Bezirks-Direkterwerb | 2002      | Kulturbehörde          | weitere Bilder |  |
| Bekassinenau 32 Schule Bekassinenau, Eingang (Lage) | Thomas Kindel (Vater eines Schülers) | Schüler und Schülerin auf Bücherstapel Schul-DirekterwerbKünstlername (inkl. Quelle) ergänzt | 2000      | Kulturbehörde          | weitere Bilder |  |
| Bekassinenau 32 Schule Bekassinenau, Schulgarten (Lage)                                                                                                  | Otto Peters                          | Flamingos KaBKünstler geändert; es geht hier um eine andere Person (1926–2003), siehe https://sh-kunst.de/kuenstler/peters-otto/ | 1956      | Kulturbehörde          | Bild gesucht Die Wikipedia wünscht sich an dieser Stelle ein Bild vom Ort mit diesen Koordinaten 53.6126 10.13659 . Motiv: Bekassinenau 32 Falls du dabei helfen möchtest, erklärt die Anleitung , wie das geht. BW                            |  |
| Bekassinenau 32 Schule Bekassinenau, Treppenhaus des Kreuzbaus (Lage)                                                                                    | Fritz Kronenberg                     | ohne Titel (2-teilige Wandarbeit) KaB | 1958      | Kulturbehörde          | Bild gesucht Die Wikipedia wünscht sich an dieser Stelle ein Bild vom Ort mit diesen Koordinaten 53.61204 10.13784 . Motiv: Bekassinenau 32 Falls du dabei helfen möchtest, erklärt die Anleitung , wie das geht. BW                           |  |
| Bekassinenau 130a Spielplatz hinter Haus (Lage) | Walther Zander                       | Spiel-Objekt 1 Skulptur aus Beton und Keramik | 1982      | rahlstedt.art          | weitere Bilder |  |
| Bekassinenau 130a Spielplatz hinter Haus (Lage) | Walther Zander                       | Spiel-Objekt 2 Skulptur aus Beton und Keramik | 1982      | rahlstedt.art          | weitere Bilder |  |
| Benatzkyweg 14 gegenüber Straße in Grünanlage (Lage) | Gisela Engelin-Hommes                | Tänzerinnen SAGA | 1974      | Kulturbehörde          | weitere Bilder |  |
| Boltenhagener Straße 10–12 Grünanlage zwischen Boltenhagener Straße und Nienhagener Straße (Lage)                                                        | Gerhard Brandes                      | Adam und Eva | 1999      | rahlstedt.art          | weitere Bilder |  |
| Brockdorffstraße 64 Grundschule Brockdorffstraße, Pausenhalle (Lage)                                                                                     | Eylert Spars                         | ohne Titel (Wandgestaltung) KaB | 1960      | Kulturbehörde          | Bild gesucht Die Wikipedia wünscht sich an dieser Stelle ein Bild vom Ort mit diesen Koordinaten 53.59615 10.16344 . Motiv: Brockdorffstraße 64 Falls du dabei helfen möchtest, erklärt die Anleitung , wie das geht. BW                       |  |
| Deepenhorn 1 Stadtteilschule Meiendorf, Standort Deepenhorn, kleiner Schulhof (Lage)                                                                     | Karl Opfermann                       | Ziegengruppe (Lämmer) KaB | 1952      | Kulturbehörde          | Bild gesucht Die Wikipedia wünscht sich an dieser Stelle ein Bild vom Ort mit diesen Koordinaten 53.62869 10.16413 . Motiv: Deepenhorn 1 Falls du dabei helfen möchtest, erklärt die Anleitung , wie das geht. BW                              |  |
| Deepenhorn 1 Stadtteilschule Meiendorf, Standort Deepenhorn, großer Schulhof (Lage)                                                                      | Manfred Sihle-Wissel                 | Seeschwalben Ehemals in einem Wasserbecken, KaB | 1968      | Kulturbehörde          | weitere Bilder |  |
| Doberaner Weg, Ecke Boytinstraße Firmeneingang Brunata Wärmemesser Hagen GmbH (Lage)                                                                     | Erika Edelmann und Hanno Edelmann    | Feuermacher | 1994      | Kunst@SH               | weitere Bilder |  |
| Düpheid 3 Anlage zu Schöneberger Straße 140 (Lage) | Claus Wallner                        | Panflötenbläser SAGA | 1978      | Kulturbehörde          | weitere Bilder |  |
| Friedrichshainstraße 8 (Lage) | Kurt Bauer                           | Reiher Bronze | 1964      | Zabel                  | Bild gesucht Die Wikipedia wünscht sich an dieser Stelle ein Bild vom Ort mit diesen Koordinaten 53.58837 10.150158 . Motiv: Friedrichshainstraße 8 Falls du dabei helfen möchtest, erklärt die Anleitung , wie das geht. BW                   |  |
| Greifenberger Straße 61–79 EKZ (Lage) | GK Projekt                           | Greifenberg-Passage SAGA | 2000      | Kulturbehörde          | Bild gesucht Die Wikipedia wünscht sich an dieser Stelle ein Bild vom Ort mit diesen Koordinaten 53.6177 10.14266 . Motiv: Greifenberger Straße 61–79 Falls du dabei helfen möchtest, erklärt die Anleitung , wie das geht. BW                 |  |
| Großlohe-Süd | Hans Kock                            | Granitstele Stein | 1966      | Zabel                  | |  |
| Großlohering 11 Schule Großlohering, Treppenhaus des Kreuzbaus (Lage)                                                                                    | Heinz Glüsing                        | Drei Wandbilder EG: Der Entdecker. 1.OG: Der Alchimist, 2.OG: Der Astronom KaB | 1961      | Kulturbehörde          | Bild gesucht Die Wikipedia wünscht sich an dieser Stelle ein Bild vom Ort mit diesen Koordinaten 53.60086 10.17822 . Motiv: Großlohering 11 Falls du dabei helfen möchtest, erklärt die Anleitung , wie das geht. BW                           |  |
| Großlohering 14 Kita Am Waldesrand, Eingangshalle (Lage)                                                                                                 | Franz Reckert                        | Tierfigurenrelief KaB | 1969–1971 | Kulturbehörde          | Bild gesucht Die Wikipedia wünscht sich an dieser Stelle ein Bild vom Ort mit diesen Koordinaten 53.60166 10.1778 . Motiv: Großlohering 14 Falls du dabei helfen möchtest, erklärt die Anleitung , wie das geht. BW                            |  |
| Großlohering 108 vor Treff Großlohe (Lage) | Vilma Lehrmann-Amschler              | Blüte (ex-Brunnen) SAGA | 1966      | Kulturbehörde          | weitere Bilder |  |
| Grönländer Damm 20 Wohnanlage, Grasfläche hinter Parkplatz (Lage)                                                                                        | Karl Heinz Engelin                   | Trompeter | 1979      | OSM, Commons           | weitere Bilder |  |
| Grönländer Damm 12a Wohnanlage, Durchgang zwischen den Häusern 12 und 16 (Lage)                                                                          | Karl Heinz Engelin                   | Lautenspielerin | 1979      | OSM, Commons           | weitere Bilder |  |
| Grunewaldstraße 72 Eingangsbereich (Lage) | Arthur Boltze                        | Geste SAGA-Liste | 1995      | Kulturbehörde          | weitere Bilder |  |
| Grunewaldstraße 74 Eingangsbereich (Lage) | Manfred Sihle-Wissel                 | Reiterkampf SAGA | 1967      | Kulturbehörde          | weitere Bilder |  |
| Güstrower Weg 14–16 (Lage) | unbekannt                            | ohne Titel Wandfries im Sockel des Obergeschosses |           | rahlstedt.art          | weitere Bilder |  |
| Helmut-Steidl-Platz (Lage) | Hanno Edelmann                       | Adam und Eva | 1989      | Kunst@SH               | weitere Bilder |  |
| Hohenhorstpark Nordbereich des Parks, Höhe Feldlerchenweg (Lage)                                                                                         | unbekannt                            | Hügelgestaltung Mehr als 60 Granitquader, die über die Westseite eines Hügels verteilt sind, errichtet zwischen 2013 und 2018 |           | Kulturbehörde          | weitere Bilder |  |
| Hohenhorstpark Westlich von Köpenicker Straße 72 (Lage)                                                                                                  | Hans Martin Ruwoldt                  | Liegender Panther SAGA | 1964      | Kulturbehörde          | weitere Bilder |  |
| Hohenhorstpark Westseite des Parks, Höhe Dahlemer Ring 7b (Lage)                                                                                         | Maria Pirwitz                        | Segelmotiv Bronzeplastik eines Segelbootes, Ankauf durch SAGAliegt laut OSM auf Rahlstedter Gebiet, daher hier ergänzt | 1963      | Kulturbehörde          | weitere Bilder |  |
| Hüllenkoppel 29–37 Innenhof (Lage) | Ursula Querner                       | Zwei Männer, eine Frau SAGAWerktitel angepasst, siehe https://sh-kunst.de/ursula-querner-dreiergruppe/ | 1968      | Kulturbehörde          | weitere Bilder |  |
| Kanadaweg, Ecke Thuleweg (Lage) | Martin Frey                          | Objekt | 1972      | rahlstedt.art          | weitere Bilder |  |
| Krontaubenstieg 4 (Lage) | Fritz Fleer                          | Großer Angelo SAGA | 1961      | Kulturbehörde          | weitere Bilder |  |
| Lapplandring 20 Wildschwanbrook (Lage) | Werner Michaelis                     | Kinderturm Kletterturm, SAGA | 1968      | Kulturbehörde          | weitere Bilder |  |
| Mehlandsredder 4b Ecke Nieritzweg (Lage) | Karl August Ohrt                     | Atmende Stele SAGA | 1974      | Kulturbehörde          | weitere Bilder |  |
| Meiendorfer Straße 119 Wandmosaik (Lage) | Karl Heinz Engelin                   | Pferde Dreiteiliges Wandmosaik | 1979      | Commons                | weitere Bilder |  |
| Merkurring/Merkurpark in Kreisel (Lage) | Bernd Stöcker                        | Merkursäule (20 m) Direkterwerb Bezirk oder Leihgabe | 1993      | Kulturbehörde          | weitere Bilder |  |
| Nordlandweg 110 Seniorenzentrum Nordlandweg, vor Haus 5 (Haupteingang), Zugang Zellerstraße (Lage)                                                       | Max Schegulla                        | Lebensbaum GWG | 1973      | Kulturbehörde          | weitere Bilder |  |
| Oldenfelder Straße 23 Kath. Gemeindehaus Maria Himmelfahrt, Hof (Lage)                                                                                   | Georg Engst                          | Brunnen KaB | 1964      | Kulturbehörde          | weitere Bilder |  |
| Potsdamer Straße 6 Grundschule Potsdamer Straße, Pausenhalle (Lage)                                                                                      | unbekannt                            | Wandgestaltung KaB, nicht in KB-Listen | ?         | Kulturbehörde          | Bild gesucht Die Wikipedia wünscht sich an dieser Stelle ein Bild vom Ort mit diesen Koordinaten 53.58419 10.15081 . Motiv: Potsdamer Straße 6 Falls du dabei helfen möchtest, erklärt die Anleitung , wie das geht. BW                        |  |
| Potsdamer Straße 6 Schule Potsdamer Straße, Treppenhaus des Kreuzbaus (Lage)                                                                             | Annette Caspar                       | ohne Titel (2-teilige Wandgestaltung) KaB | 1960–1961 | Kulturbehörde          | Bild gesucht Die Wikipedia wünscht sich an dieser Stelle ein Bild vom Ort mit diesen Koordinaten 53.58377 10.15011 . Motiv: Potsdamer Straße 6 Falls du dabei helfen möchtest, erklärt die Anleitung , wie das geht. BW                        |  |
| Rahlstedter Bahnhofstraße 13 Mauervorsprung oberhalb des Sockelgeschosses (Lage)                                                                         | Arthur Wiechert                      | Fischer Hinweis auf ursprünglich hier angesiedelte Fischhandlung | 1936      | Kunst@SH               | weitere Bilder |  |
| Rahlstedter Bahnhofstraße 31 Fußgängerzone, vor der HASPA-Filiale (Lage)                                                                                 | Hanno Edelmann                       | Der Flüsterer vom Rahlstedter Kulturverein angekauft, neuer Guss einer ursprünglich 2005 entstandenen Skulptur | 2020      | Kunst@SH               | weitere Bilder |  |
| Rahlstedter Bahnhofstraße 39 (Lage) | Hans-Joachim Frielinghaus            | Detlev von Liliencron Bronzenes Relief an der Stelle, wo einst Liliencrons Wohnhaus stand | 1976      | Kunst@SH               | weitere Bilder |  |
| Rahlstedter Straße 51 Hof (Lage) | Otto Schainar                        | Kinder Keramik | 1961      | Zabel                  | Bild gesucht Die Wikipedia wünscht sich an dieser Stelle ein Bild vom Ort mit diesen Koordinaten 53.595844 10.14721 . Motiv: Rahlstedter Straße 51 Falls du dabei helfen möchtest, erklärt die Anleitung , wie das geht. BW                    |  |
| Rahlstedter Straße 51 (Lage) | Otto Schainar                        | Teenager-Paar Keramik | 1980      | Zabel                  | Bild gesucht Die Wikipedia wünscht sich an dieser Stelle ein Bild vom Ort mit diesen Koordinaten 53.595556 10.147006 . Motiv: Rahlstedter Straße 51 Falls du dabei helfen möchtest, erklärt die Anleitung , wie das geht. BW                   |  |
| Rahlstedter Straße 151 Ortsamt (Lage) | Schang Hutter                        | Fünf Figuren Holz | 1985      | Zabel                  | Bild gesucht Die Wikipedia wünscht sich an dieser Stelle ein Bild vom Ort mit diesen Koordinaten 53.602006 10.156925 . Motiv: Rahlstedter Straße 151 Falls du dabei helfen möchtest, erklärt die Anleitung , wie das geht. BW                  |  |
| Rahlstedter Straße 190 Ganztagsschule Neurahlstedt, Innenhof (Lage)                                                                                      | Karl Heinz Engelin                   | Aufsitzender Reiter KaB | 1968–1969 | Kulturbehörde          | Bild gesucht Die Wikipedia wünscht sich an dieser Stelle ein Bild vom Ort mit diesen Koordinaten 53.60443 10.16675 . Motiv: Rahlstedter Straße 190 Falls du dabei helfen möchtest, erklärt die Anleitung , wie das geht. BW                    |  |
| Rahlstedter Straße 190 Ganztagsschule Neurahlstedt, Pausenhalle (Lage)                                                                                   | Noah Wunsch                          | Wandbild Schul-Direkterwerb | 2011?     | Kulturbehörde          | Bild gesucht Die Wikipedia wünscht sich an dieser Stelle ein Bild vom Ort mit diesen Koordinaten 53.60499 10.16609 . Motiv: Rahlstedter Straße 190 Falls du dabei helfen möchtest, erklärt die Anleitung , wie das geht. BW                    |  |
| Rahlstedter Uferweg, Liliencron-Park (Lage) | Arthur Wiechert                      | Detlev von Liliencron-Denkmal | 1934      | Kunst@SH               | weitere Bilder |  |
| Rungholt 3 (Lage) | Mathias Kadolph                      | Loop | 2014      | Kunst@SH               | weitere Bilder |  |
| Saseler Straße 113–117 / Ecke Alaskaweg vor Eingang (Lage)                                                                                               | Jörn Pfab                            | Kreisobjekt alternativ auch „Begrüßung“; SAGAWerktitel gemäß Plakette angepasst | 1975      | Kulturbehörde          | weitere Bilder |  |
| Saseler Straße gegenüber Nr. 113 in Grünanlage (Lage) | Hans Martin Ruwoldt                  | Eisbär mit Jungen Steinskulptur, ca. 1 m hoch | 1973      | rahlstedt.art          | weitere Bilder |  |
| Saßnitzer Weg 8 Wohnsiedlung Rahlstedter Höhe, auf der Grünfläche am Saßnitzer Weg zwischen Scharbeutzer Straße und Timmendorfer Straße (Lage)           | Susanne Weirich                      | BAR KiöR | 2006      | Kulturbehörde          | weitere Bilder |  |
| Scharbeutzer Straße 15 ex-Polizeirevierwache 51, Rahlstedt Polizeikommissariat 38, vor Haupteingang (Lage)                                               | Manfred Sihle-Wissel                 | Liegende Stute mit Fohlen KaB | 1970      | Kulturbehörde          | weitere Bilder |  |
| Scharbeutzer Straße 36 Gymnasium Rahlstedt, Atrium des Neubaus (Lage)                                                                                    | Eduard Bargheer                      | Drei Wandgemälde Die drei Wandgemälde (Marschlandschaft, Nächtliche Werft, Blick von der Lombardsbrücke) waren ehemals im Treppenhaus des Kreuzbaus angebracht. Nach dem Abbruch des Kreuzbaus wurden die Gemälde 2017 im Neubau angebracht. Anschaffung mit KaB | 1958–1959 | Kulturbehörde          | Bild gesucht Die Wikipedia wünscht sich an dieser Stelle ein Bild vom Ort mit diesen Koordinaten 53.60172 10.1471 . Motiv: Scharbeutzer Straße 36 Falls du dabei helfen möchtest, erklärt die Anleitung , wie das geht. BW                     |  |
| Scharbeutzer Straße 36 ex-Gymn. Scharbeutzer Straße, jetzt Gymnasium Rahlstedt, im Schulgarten (Lage)                                                    | Hans Martin Ruwoldt                  | Laufende Giraffe KaB | um 1958   | Kulturbehörde          | weitere Bilder |  |
| Scharbeutzer Straße 36 ex-Gymn. Scharbeutzer Straße, jetzt Gymnasium Rahlstedt, vor Gemeinschaftsraum                                                    | Michael Gawron                       | künstl. Gestaltung des Vorhofs vor Cafeteria KaB | 1978–1979 | Kulturbehörde          | |  |
| Schwarzenbeker Ring 67 Giebelwand Richtung Kielkoppelstraße (Lage)                                                                                       | Vilma Lehrmann-Amschler              | Schiffsmasten SAGA, Wandarbeit aus Bronze und farbigem PutzBeschreibung von rahlstedt.art ergänzt | 1966      | Kulturbehörde          | weitere Bilder |  |
| Schweriner Straße 25 im Durchgang zwischen den Häusern 25 und 27 (Lage)                                                                                  | Hildegund Schuster                   | Naturschutzgebiet Höltigbaum Wandbild im Durchgang | 2010      | Kunst@SH               | weitere Bilder |  |
| Schweriner Straße 8–12 (Fußgängerzone), gegenüber Schweinske zuvor Rahlstedter Straße 151, ehemaligen Ortsamt, jetzt Regionalverwaltung Rahlstedt (Lage) | Bernd Stöcker                        | Eva Direkterwerb Bezirk, erneuert 2011 durch Spenden (30.000 Euro) Rahlstedter BürgerAdresse korrigiert | 1980      | Kulturbehörde          | weitere Bilder |  |
| Schöneberger Straße 140 in Anlage Richtung Düpheid (Lage)                                                                                                | Barbara Haeger                       | Stelen (2tlg.) SAGA | 1964      | Kulturbehörde          | weitere Bilder |  |
| Sieker Landstraße 18 Förderschule Sieker Landstraße, ex-Pausenhalle (Lage)                                                                               | Werner Nöfer                         | 12 Emailletafeln (Kinderbilder) KaB evtl. Schülerarbeit, von Nöfer angeleitet? | 1972–1973 | Kulturbehörde          | Bild gesucht Die Wikipedia wünscht sich an dieser Stelle ein Bild vom Ort mit diesen Koordinaten 53.60689 10.1708 . Motiv: Sieker Landstraße 18 Falls du dabei helfen möchtest, erklärt die Anleitung , wie das geht. BW                       |  |
| Sieker Landstraße 48 Ecke Mehlandsredder (Lage) | highlightz                           | Haustiere künstlerische Gestaltung einer Verteilerstation von Gasnetz Hamburg |           | Kunst@SH               | weitere Bilder |  |
| Spitzbergenweg, Ecke Meiendorfer Straße am Kreisel (Lage)                                                                                                | Gisela Engelin-Hommes                | Akrobatin auf Pferd | 1967      | Kulturbehörde          | weitere Bilder |  |
| Spitzbergenweg, Ecke Meiendorfer Straße (Lage) | Ursula Querner                       | Junge mit Tauben Bronze | 1969      | Zabel                  | Bild gesucht Die Wikipedia wünscht sich an dieser Stelle ein Bild vom Ort mit diesen Koordinaten 53.625403 10.169156 . Motiv: Spitzbergenweg, Ecke Meiendorfer Straße Falls du dabei helfen möchtest, erklärt die Anleitung , wie das geht. BW |  |
| Stapelfelder Straße 31 Hauswand (Lage) | Gisela Engelin-Hommes                | Laternenumzug Keramikbild | 1995      | Kunst@SH               | |  |
| Victoriaallee, Ecke Stapelfelder Straße in Kreisel (Lage)                                                                                                | Bernd Stöcker                        | Victoria Bronzeplastik auf 21 Meter hoher Säule | 2020      | Kunst@SH               | weitere Bilder |  |
| Wildschwanbrook 115 (Lage) | Rupprecht Matthies                   | Windwort „u.s.w.“ SAGA | 1998      | Kulturbehörde          | weitere Bilder |  |
| Wildschwanbrook 163 (Lage) | Rupprecht Matthies                   | Windwort „locker“ SAGA | 1998      | Kulturbehörde          | weitere Bilder |  |
| Wildschwanbrook 9 Grundschule Wildschwanbrook, Eingangssituation (Lage)                                                                                  | Hinnerk Wehberg                      | ohne Titel KaB | 1968      | Kulturbehörde          | weitere Bilder |  |
| Wildschwanbrook 133b („alles“) und 163 („locker“) 147, 163 (Lage)                                                                                        | Rupprecht Matthies                   | Windwort „alles“ SAGA | 1998      | Kulturbehörde          | weitere Bilder |  |
| Wolliner Straße 98 Garten der Matthias-Claudius-Kirche (Lage)                                                                                            | Bernd Stöcker                        | Matthias Claudius | 1990      | OSM, Commons, Kunst@SH | weitere Bilder |  |
| Wolliner Straße 70–72 Spielplatz zwischen den Häusern (Lage)                                                                                             | Rolf Zander und Walther Zander       | Stele Keramik-Stele für die Hanseatische Baugenossenschaft | 1984      | Zabel                  | weitere Bilder |  |